# José Marcelino de Sousa
José Marcelino de Sousa (São Filipe, 15 de outubro de 1848 – Rio de Janeiro, 26 de abril de 1917) foi um político brasileiro. Foi presidente da Bahia entre 1904 e 1908, sucedendo Severino Vieira e sendo sucedido por João Ferreira de Araújo Pinho.

## Biografia

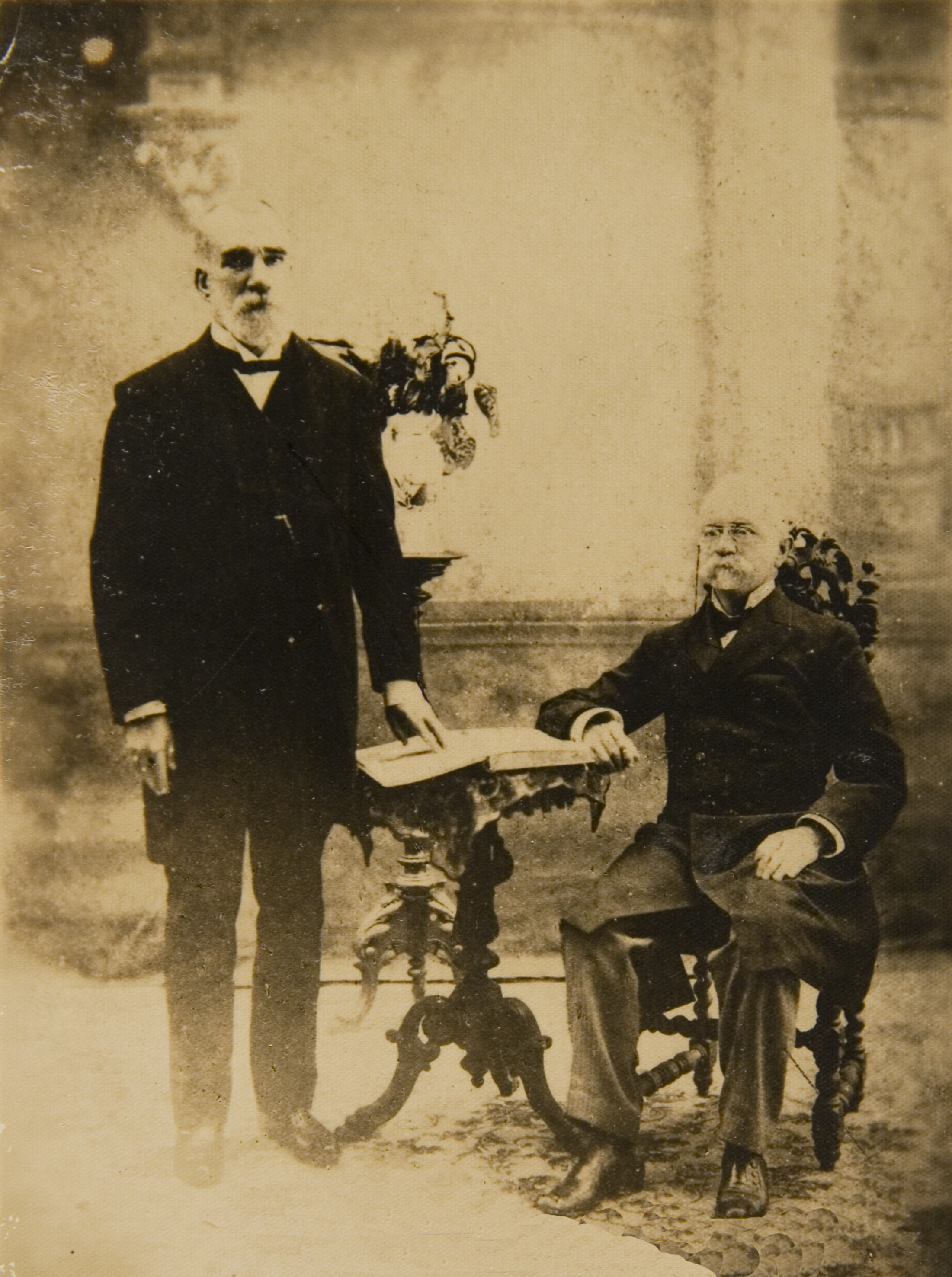
José Marcelino junto de Afonso Pena. Fotografia do acervo do Instituto Geográfico e Histórico da Bahia.

Nasceu no interior da Bahia e formou-se na Faculdade de Direito do Recife em 1870. No ano seguinte foi nomeado Promotor na comarca de Itapicuru e depois Nazaré, onde assumiu em 1873 as funções de juiz.
Ingressando na política, elegeu-se senador estadual em 1891, para a Constituinte convocada após proclamada a República.
Eleito para o governo do Estado, depois foi ainda senador, estando neste cargo, quando de sua morte, em 1917.

## Governo da Bahia

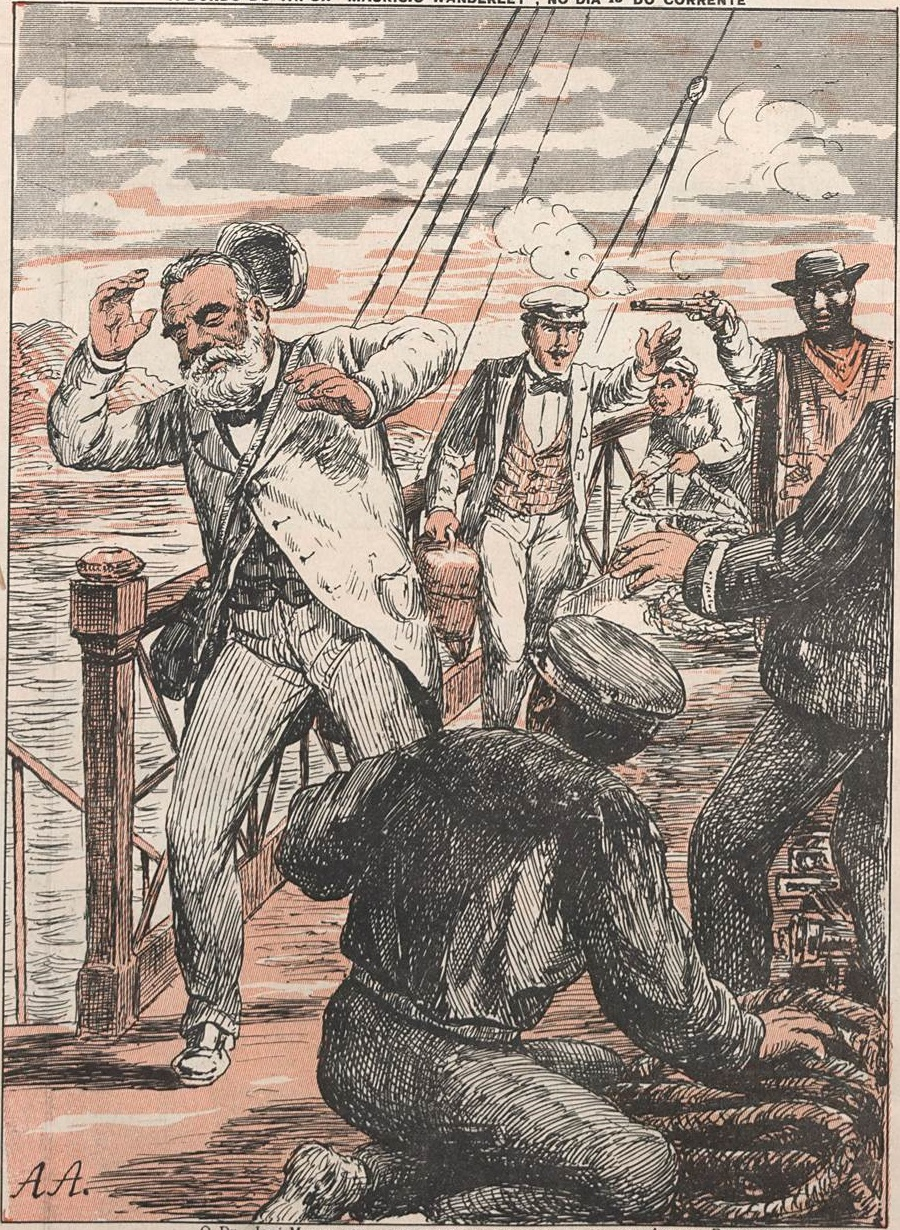
O atentado contra a vida do Governador da Bahia José Marcelino por Antonio Francisco, a bordo do vapor Maurício Wanderley, no dia 13 de outubro de 1905 (Angelo Agostini, O Malho, 1905).

Sua administração foi marcada pelo conflito com o Poder Judiciário, após a desobediência de seu chefe de Polícia, Aurelino Leal, em cumprir um habeas corpus concedido pelo Tribunal de Justiça.
Sofreu, em 13 de outubro de 1905, um atentado, cuja autoria nunca foi apurada. Dentre outros, foi acusado da trama o então senador estadual José de Aquino Tanajura, que negou com veemência.
Ampliou em 78 quilômetros de vias férreas e estadualizou a estrada de ferro de Nazaré. Comprou a companhia Navegação Baiana, ameaçada de cessar suas atividades. Desenvolveu a navegação fluvial.
Tomou empréstimo externo da ordem de um milhão de libras, conseguindo destarte quitar a folha dos funcionários, então com oito meses de atraso.
José Marcelino não concluiu seu mandato: viajou para o Rio de Janeiro, tendo os últimos dias da administração sido responsabilidade do cônego Cupertino de Lacerda, então presidente do Senado Estadual e seu substituto legal, nas ausências.